# محمد العطاس
محمد العطاس (مواليد 5 أغسطس 1997، لاعب كرة قدم إماراتي يجيد اللعب في الدفاع مع نادي الجزيرة في دوري الخليج العربي الإماراتي .

## روابط خارجية
- محمد العطاس على موقع الاتحاد الدولي (مؤرشف)  (الإنجليزية)
- محمد العطاس على موقع إي إس بي إن إف سي (الإنجليزية)
- محمد العطاس على موقع قاعدة بيانات كرة القدم.إي يو (الإنجليزية)
- محمد العطاس على موقع ناشيونال فوتبول تيمز (الإنجليزية)
- محمد العطاس على موقع Soccerway.com (الإنجليزية)
- محمد العطاس على موقع عالم كرة القدم.نت (الإنجليزية)